# Філіпп Беккер
Філіпп Беккер (нім. Philipp Becker; 21 жовтня 1921, Рюссельсгайм-ам-Майн — вересень 2000) — німецький офіцер-підводник, оберлейтенант-цур-зее резерву крігсмаріне (1 березня 1944).

## Біографія
9 квітня 1940 року вступив на флот. З 8 березня 1941 року — командир роти 2-ї флотилії проривачів. З 2 жовтня 1941 по 23 травня 1942 року пройшов курс підводника. З 24 березня по липень 1942 року — інструктор 1-го навчального дивізіону підводних човнів. З 19 серпня 1942 року — 2-й, з 9 вересня 1943 по 30 травня 1944 року — 1-й вахтовий офіцер на підводному човні U-269. З 16 червня по липень 1944 року пройшов курс позиціонування (радіовимірювання), з 15 липня по 31 серпня — курс командира човна. З 1 вересня 1944 по 5 травня 1945 року — командир U-794. В травні був взятий в полон британськими військами.

## Нагороди
- Нагрудний знак мінних тральщиків (1941)
- Залізний хрест
  - 2-го класу (24 квітня 1943)
  - 1-го класу (1944)
- Нагрудний знак підводника (5 вересня 1943)